# مات بيتينيلي أولبين
مات بيتينيلي أولبين (بالإنجليزية: Matt Bettinelli-Olpin)‏ هو مخرج وممثل أمريكي، ولد في 19 فبراير 1978 في الولايات المتحدة.

## أعمال

### أفلام
- (2008) هانكوك[5]
- (2012) في/إتش/اس

## وصلات خارجية
- مات بيتينيلي أولبين على موقع IMDb (الإنجليزية)
- مات بيتينيلي أولبين على موقع ألو سيني (الفرنسية)
- مات بيتينيلي أولبين على موقع ميوزك برينز (الإنجليزية)
- مات بيتينيلي أولبين على موقع أول موفي (الإنجليزية)
- مات بيتينيلي أولبين على موقع قاعدة بيانات الأفلام السويدية (السويدية)
- مات بيتينيلي أولبين على موقع ديسكوغز (الإنجليزية)
- مات بيتينيلي أولبين على موقع قاعدة بيانات الفيلم (الإنجليزية)